# Pépin Ier d'Aquitaine
Pour les articles homonymes, voir Pépin.
Pépin Ier d'Aquitaine (né vers 797, mort le 13 décembre 838 à Poitiers) est un carolingien, roi d'Aquitaine de 817 à 832 puis de 834 à 838. Il est le fils de Louis le Pieux et d'Ermengarde de Hesbaye.

## Biographie

L'Empire carolingien et le royaume d'Aquitaine à la suite du partage de 817.

Dès son avènement, son père lui confie le gouvernement de l'Aquitaine, puis lui donne le titre royal en juillet 817, sous l'autorité de son frère aîné Lothaire Ier. 
Mécontent que son père ait fait son demi-frère, le futur Charles le Chauve, duc d'Alémanie, incluant la Rhétie, l'Alsace et une partie de la Bourgogne, il se brouille avec lui en 829. Il s'allie alors à ses frères, sous l'égide de Wala (v. 772-† 836), fils de Bernard, cousin de Charlemagne. En 832, lors d'un plaid tenu au palais carolingien de Jocondiac (aujourd'hui Le Palais-sur-Vienne, près de Limoges), l'empereur lui retire le royaume d'Aquitaine qu'il confie à Charles. Revenu en grâce auprès de son père, celui-ci lui rend son royaume le 15 mars 834 à Quierzy. Après sa mort il est inhumé en l'église Sainte-Radegonde.

## Mariage et descendance
Pépin Ier d'Aquitaine épouse en 822 Ringarde (Ringardis), ou Ingeltrude fille de Thibert, comte de Madrie, dont il eut :
- Pépin II d'Aquitaine (v. 823 † après 864), roi d'Aquitaine de 839 à 852 ;
- Charles d'Aquitaine (v. 828 † 863), archevêque de Mayence.

et deux filles :
- Rotrude mariée à Gérard († 841), comte d'Auvergne ;
- Hildegarde épouse de Rathier († 841), comte de Limoges.